# Gut Steinbeck

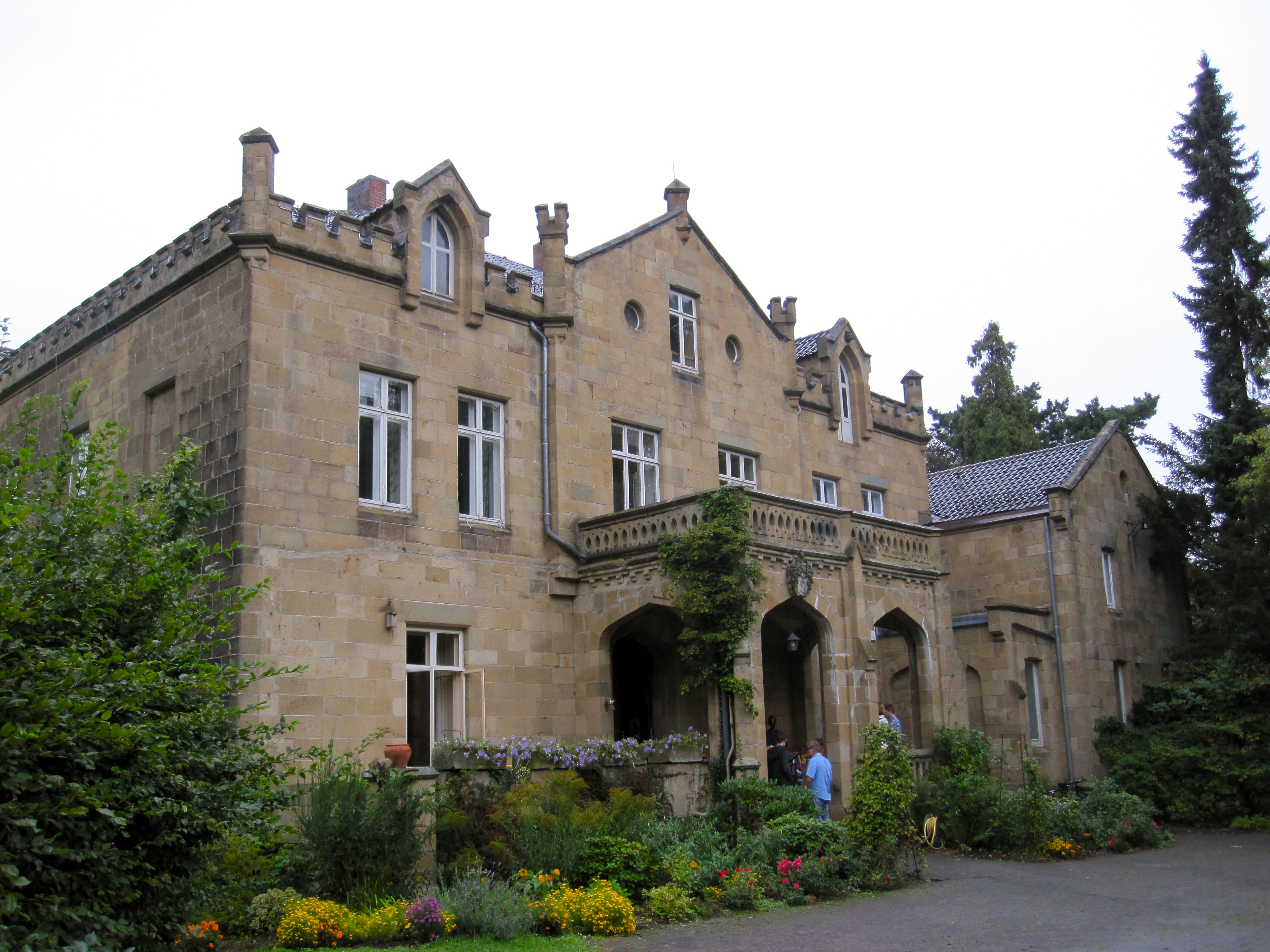
Gut Steinbeck (2011)

Das Herrenhaus des Guts Steinbeck ist mit der Nummer 73 als Baudenkmal in die Denkmalliste der Stadt Bad Salzuflen im nordrhein-westfälischen Kreis Lippe in Deutschland eingetragen.
Die Eintragung erfolgte am 29. Dezember 1988; Grundlage für die Aufnahme in die Denkmalliste ist das Denkmalschutzgesetz Nordrhein-Westfalens (DSchG NRW).

## Geographie

### Lage
Das Gut liegt im Südwesten des Bad Salzufler Ortsteils Wüsten, westlich der Waldemeine, nördlich des Stumpfen Turms sowie oberhalb des Salzetals.

Mit der Eingemeindung Wüstens nach Bad Salzuflen und der Vergabe von Straßennamen bekam das Gut die Anschrift „Steinbeck 1“.

## Name
Für Steinbeck sind im Laufe der Jahrhunderte folgende Namen historisch belegt: Stenbeke (13. Jahrhundert; 1386), Steineke (1500), Steynbecke (1516), Stheenbecke und Steybecke (1551), Steinbeke (1590, im Landschatzregister), Steinbech (1612), Steinbeck (1616/17, in den Salbüchern, Steinbegk (1625, im Landschatzregister), Steinbeck (1758) sowie Steinbecke (1790).

## Geschichte

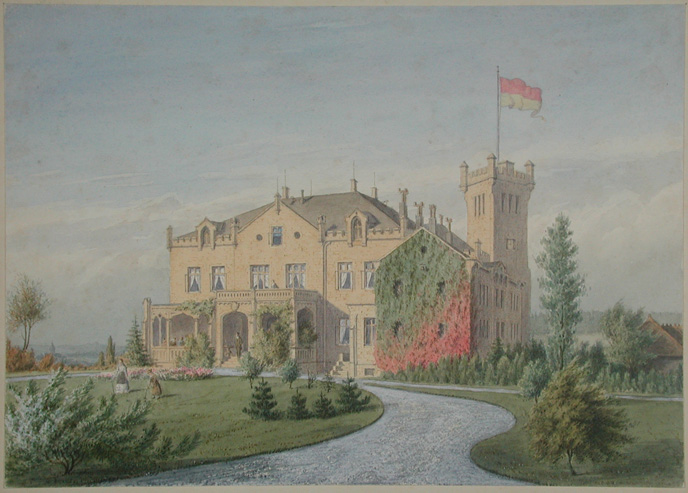
Emil Zeiß: Gut Steinbeck,
Aquarell (24,5 × 35,0 cm) von 1875

Ansichtskarte (um 1908)

Schon um 1320 wird an der Stelle des heutigen Guts ein Hof de Stenbeke im Einkünfteregister der Fürstabtei Herford genannt. Er war dem adeligen Damenstift lehnspflichtig und hatte den Herren von Arnholz als Lehnsbesitzer jährlich am 24. August, dem Bartholomäustag, zwei Krüge Honig, drei Schafböcke sowie vier Scheffel Weizen zu liefern.
1386 empfing Hermann de Arnholte ein domum parvam, das heißt, ein „ganz geringes Haus“ in Steinbeck bei der Salze, zu Lehen.
1450 erwarb der Amtmann Gerd zu Vinnen und Eckendorf das Gut zum erblichen Besitz. Barthold zu Vinnen war der letzte dieser Familie, seine Schwiegersöhne Heinrich  und Uekermann waren mit seinem Tod im Jahr 1603 Erben an dem Hof. Simon VI., Reichsgraf und Landesherr der Grafschaft Lippe-Detmold fand sie jedoch 'friedliebenshalber' mit 600 Talern und 30 Taler Weinkauf ab und machte den Hof zu einem herrschaftlichen Meierhof.
Die Edlen Herren zu Wrede kamen ein Jahr vor dem Dreißigjährigen Krieg als Landsassen nach Steinbeck. Sie waren über 200 Jahre dem Landesherrn unterworfene Pächter, die ihr Pachtgut aber stets weitervererben konnten.
1674 betrug die jährliche Pacht des nicht mehr unbedeutenden Guts 52 Taler und zehn Groschen. Die Stadt Salzuflen durfte diese Heuer des Landsassen Rabe de Wrede lange Jahre als ‚Zinsen für ein dem Landesherrn geliehenes Kapital‘ erheben.

Gewohnt haben die von Wredes auf Gut Steinbeck vermutlich nicht: In den Wüstener Kirchenbüchern lässt sich keine Eintragung über Geburt, Taufe, Eheschließung oder Tod finden. Die Verwaltung des Gutes hatte der aus Salzuflen stammende Heinrich Wilhelm Kuntze inne. Ihm und seiner Ehefrau wurden mehrere Kinder, die auch in Wüsten getauft wurden, geboren.

„Heinrich Wilhelm Kuntze, zeitiger Verwalter auf Steinbeck und Margrete Elisabeth Grothen weyl.
Henrich Alexander Grothen, Kaufmanns in Herford ehel. Tochter. Nachmittags auf adelichen Guth Steinbeck in Gegenwart des Küster Schulze 3-4 Uhr von mir copuliert. 2 Thal 24 Grosch pr. acadet“

„Todesanzeigen Am 20ten dieses Monats Entschlummerte sanft mein inninggeliebter Mann, Heinrich Wilhelm Kuntze, Conductor zu Steinbeck, an Entkräftung im 86ten Jahr seines ruhmvollen Lebens. Diesen vor mich und meine Kinder betrübten Todesfall habe ich meine auswärtigen Freunden und Verwandten unter Verbittung aller Beileidsbezeugung bekannt machen wollen. Steinbeck den 24ten Decbr, 1805. M. E. Kuntzen. gebohrne Grothen.“

Am 4. März 1809 und 10. März 1810 wird das Gut Steinbeck in den „Fürstlich Lippischen Intelligenzblättern“ zum Verkauf angeboten …

„Schötmar. Das im hiesingen Amt belegene adliche Gut Steinbeck mit Zubehör, vormals dem verstorbenen Herrn Obrist und Kapitular von Wrede zugehörig, steht aus freyer Hand zu verkaufen. Kauflustige wenden sich wegen der Bedingungen und des Ertragsanschlags in portofreyen Briefen an den Kriminalrichter Tonsbruch in Herford.“

„Haus Steinbeck. Das adliche Landtagsfähige Gut Steinbeck in der Graffschaft Lippe Detmold, eine halbe Stunde von Salzufeln und anderthalb Stunden von Herford belegen, mit Jagd- und Fischereygerechtigkeit, mehrere Mühlen und einer Ziegelbrennerey versehen, welches laut einer nach Fürstl. Lippischen Kammerveranschlagungsgrundsätzen von dem Kammerkommissair Kleine aufgenommenen Taxe einen jährlichen reinen Ertrag von 1500 Rthl. 11 gr. 2½ pf. Conv. Münze aufbringt und exclusive der zu 11450 Rthl. in der Feuersocietätskasse versicherten Gebäude auf 42857 Rthl. 5 gr. Conv. Münze abgeschätzt worden, soll in termino den 21ten März k. J. Morgens 11 Uhr in der Behausung der Frau Wittwe Schröders in Salzuflen, salva ratificatione der Frau Eigenthümerin, im Ganzen meistbietend verkauft werden, welches Kauflustigen mit der Nachricht bekannt gemacht wird, daß Abschrift des Anschlages und der Kaufbedingungen gegen portofreye Einsendung von 12 ggr. für Copialien bey dem Hausverwalter Kater hieselbst zu erhalten sey.
Haus Steinbeck bey Salzufeln in der Graffschaft Lippe den 18ten Dec. 1809.“

… und im Laufe des Jahres 1810 dann auch verkauft:

„Gerichtliche Sachen. Detmold. Auf Nachsuchen des Kriegs- und Domainen-Raths von Hoffmann werden alle diejenigen, welch an dem, von ihm acquirierten ehemals von Wredeschen unweit Salzuflen belegenen, Gute Steinbeck aus irgend einem Grunde, im Ganzen oder Einzelnen, Ansprüche zu haben vermeinen, hierdurch verabladet, sich damit innerhalb zwey Monaten, unter dem Präjudiz des ewigen Stillschweigens, allhier zu melden. Detmold den 13ten Sept. 1810. Fürstl. Lippische Regierungs-Canzley daselbst.“

Von 1810 bis 1858 waren der besagte Kriegs- und Domänenrath Philipp Ferdinand von Hoffmann aus Aurich (geb. 1774 in Detmold und Sohn des ehemaligen Lippischen Kanzlers Ferdinand Bernhard von Hoffmann (1731–1802)) bzw. später dessen Sohn Ferdinand Herrmann von Hoffmann Besitzer des Guts Steinbeck. Danach war fünf Jahre lang, ein Herr Busse zu Heerse Inhaber. 1864 kam das Gut in Besitz der noch heute – in der fünften Generation – hier wohnenden Familie von Lengerke: Der aus Bremen stammende Johann Heinrich von Lengerke kaufte das Gut.

### Heutige Gebäude
Oberhalb des ursprünglichen Gutshofs ließ Johann Heinrich von Lengerke zwischen 1867 und 1869 das neue Herrenhaus bauen: ein vom Bremer Architekten Karl Gildemeister entworfenes Sandsteingebäude im Tudorstil.

Zentraler Punkt im Gebäude ist die von oben durch eine Glaskuppel belichtete Halle; um sie herum gruppieren sich die Zimmer des Hauses. Besonders erwähnenswert ist das Esszimmer: Wandpaneele, Stuckdecke und Möbel wurden eigens für seine Ausstattung gefertigt.
Vom ursprünglichen Gutshof sind noch einige alte Wirtschaftsgebäude und Stallungen erhalten geblieben. Diese werden heute als Reiterhof genutzt.

### Ehemalige Gebäude

#### Mühlen
Eine erste Erwähnung der ehemaligen Mühle findet sich im Kaufvertrag von 1654: Mit dem Hof erwarb de Wrede auch die Mühle und ließ daneben eine Schlag- und Ölmühle errichten.

„Steinbeck – Demnach die zu dem adelichen Gut Steinbeck gehörige Mahl- Öl- und Bokemühlens nebst dem dabei befindlichen Garten und zwei Kühe frei auf der Weide, auf Freitag den 15ten Junii anderweit auf 6 Jahre, als von Michaelis 1770. bis inclusive dahin 1776 an den Meistbietenden verpachtet werden sollen: so können Lusttragende bemeldeten Tags Morgens 9 Uhr auf dem adlichen Gut Steinbeck sich einfinden, die Bedingungen erfahren, ihren Boht eröfnen, und so dann des Zuschlages  gewärtigen. Auch sind die Bedingungen zuvor bei dem Verwalter Kunzen zu Steinbeck einzusehen.“

„Mühlenverpachtung. Steinbeck. – Die hiesige Mahl=, Graupen=, Oel= und Bockemühle, welche zu jeder Zeit hinreichend Wasser hat, wird auf Michaelis 1844 pachtlos und soll auf 12 Jahre unter sehr annehmbaren Bedingungen in Pacht gegeben werden. Der Termin zur meistbietenden Verpachtung ist auf Dienstag, den 27ten Februar d. J. angesetzt, und können Pachtliebhaber an diesem Tage Morgens 10 Uhr ihre Gebote dahier abgeben. Der Alles näher bezeichnende Anschlag, so wie die Pachtbedingungen sind bei Unterzeichnetem einzusehen und gegen die Gebühr Abschriften davon zu erhalten.
Gut Steinbeck, den 25.Jan.1844. / v. Hoffmann.“

Seit 1717 sind die Pächter und Müller der Steinbecker Mühle durchgehend belegt, letzter Pächter der Kornmühle war bis 1953 Heinrich Klocke, der bereits 1926 als Mühlenpächter genannt wurde.

#### Mausoleum
Mit dem neuen Hauptgebäude wurde den Verstorbenen der Familie auch ein Mausoleum gebaut; rund einhundert Jahre später wurde es abgerissen, die Toten wurden auf den Wüstener Friedhof bei der Kirche überführt. Fundamentreste des Mausoleums findet man noch westlich der ehemaligen Steinbecker Sandgrube, in der Nähe des Stumpfen Turmes.

### Landschaftsgarten
Zeitgleich entwarf Gildemeister nach englischen Vorbildern den das Herrenhaus umgebenden Landschaftsgarten, der sich durch seinen umfangreichen Rhododendronbestand und zahlreiche Solitärbäume auszeichnet. Etliche Bäume, wie Libanon-Zeder (Cedrus libani), Taschentuchbaum (Davidia involucrata), Weihrauchzeder (Calocedrus decurrens), Kaukasus-Fichte (Picea orientalis), Persische Eiche (Quercus macranthera), Schwarznuss (Juglans nigra) und Himalaya-Zeder (Cedrus deodara), wurden angepflanzt und sind teils bis heute erhalten.

### Steinbruch
Der ehemalige Steinbruch liegt südöstlich der heutigen Landesstraße 535 von Wüsten nach Bad Salzuflen, zwischen Heuweg, Salzeweg und Hasenkanzel am Vierenberg.

„Anzeige. Ich erlaube mir, hiermit zur öffentlichen Anzeige zu bringen, daß ich den zum Rittergute Steinbeck gehörende Sandsteinbruch auf dem Fierenberge bei Salzuflen in Pacht genommen habe und aus demselben fortwährend Mauersteine von vorzüglicher Qualität zum Preise von 12½ Sgr. pro Fuder u. 4½ Rthl. pro Bergruthe, desgl. Packlagersteine zu Wegebauten zu 3 Rthl. pro Bergruthe abgebe. Alle Steinnhauerarbeiten zu Bauwerken jeder Art, ferner Tranksteine, Krippen, Grabsteine und drgl. werden von mir in tadelloser Güte und zu den billigsten Preisen geliefert und erlaube ich mir solche bei vorkommendem Bedarfe hiermit bestens zu empfehlen.  /  Salzuflen, den 21. Januar 1870.  /  Diedrich Richter.  /  Maurer= u. Steinhauermeister.“

## Familie von Lengerke

Wappen der Familie von Lengerke

Die Familie von Lengerke – auch Lengerken, Lengerike, Langerake – ist ein altes, niedersächsisches Patriziergeschlecht. Seinen Ursprung hat es angeblich auf dem ehemals gleichnamigen Edelhof in der heutigen Gemeinde Lengerich im Emsland, gehabt.

### Wappen
Das Wappen zeigt in Blau auf einem aus dem rechten Schildrand hervorgehenden natürlichen Ast sitzend einen gold-bewehrten silbernen Falken mit einer roten Jagdkappe und erhobenem rechten Fang. Auf dem Helm mit blau-silbernen Helmdecken das Schildbild zwischen einem von Blau und Silber übereck geteilten offenen Flug.

### Herren auf Gut Steinbeck
1. Johann Heinrich von Lengerke (1825–1906), Mitglied des Deutschen Reichstags[13] und Landtagspräsident, Gutsbesitzer auf Steinbeck von 1865 bis 1906
⚭ 5. März 1857, in St. Remberti zu Bremen: Wilhelmine Johanne Henriette Schmidt (* 29. Oktober 1837; † 13. August 1899)[14]; Kinder:
   1. Johann Heinrich von Lengerke (* 18. Juni 1859; † 11. November 1893)

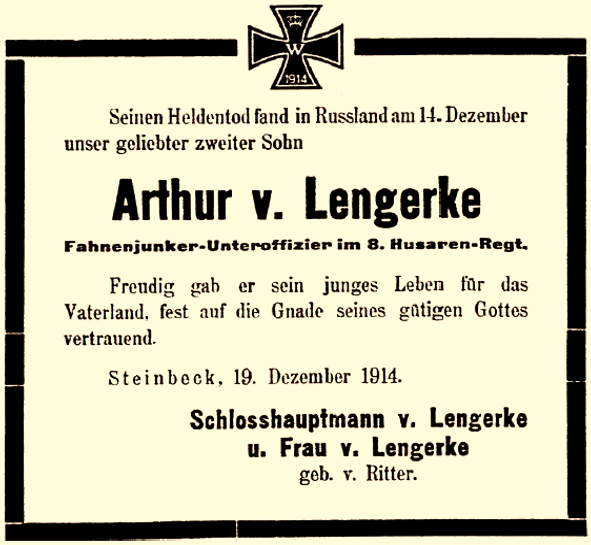
Todesanzeige für Arthur von Lengerke

   2. → Johann Hermann von Lengerke (* 14. November 1860; † 24. Juni 1939)
   3. Margarethe Wilhelmine von Lengerke (* 30. Oktober 1862; † 6. Februar 1937)
   4. Hans Wilhelm Otto von Lengerke (* 12. April 1874; † 12. Mai 1933 in Wilderswil/Schweiz)[15]

1. Johann Hermann von Lengerke (1860–1939), Fürstlich-Lippischer Kammerherr und Schlosshauptmann bei Fürst Woldemar zur Lippe, Kgl.-Pr. Rittmeister a. D., Herr auf Steinbeck von 1906 bis 1939
⚭ 23. Juli 1891, in Carrière/b. Saarburg: Bertha Elisabeth Ritter von Zàhony (1872–1934); Kinder:
   1. Johann Heinrich Eugen von Lengerke (* 19. Juni 1892; † 20. Juli 1901)
   2. → Max-Hermann Iwan Hartwig von Lengerke (* 27. November 1893; † 27. September 1967)
   3. Annemarie Amalie von Lengerke (* 17. Oktober 1895; † 19. März 1978)
   4. Wilhelm Robert Arthur von Lengerke (* 30. Dezember 1896; † 14. Dezember 1914)[16]
   5. Wilhelmine (Helma) Sophie von Lengerke (* 18. Oktober 1899)
   6. Margrethe Benedikte Elisabeth von Lengerke (* 20. Mai 1902; † 30. Mai 1970)
   7. Woldemar Hans Theodor Rabe Hermann von Lengerke (* 3. April 1904; † 17. September 1944)
   8. Elisabeth (Lisa) von Lengerke (* 5. Januar 1906; † 30. August 1969)
   9. Bertha von Lengerke (* 23. November 1907; † 8. April 1967)
   10. Regina (Reni) von Lengerke (* 31. Juli 1918; † 1. Juni 1967)
2. Max-Hermann Iwan Hartwig von Lengerke (1893–1967), Königlich-Preußischer Rittmeister d. R., Herr auf Steinbeck von 1939 bis 1967
⚭ 25. Februar 1929, auf Wense: Erika von der Wense (1895–1977); Kinder:
   1. Johann Heinrich von Lengerke (* 10. Juli 1930)
   2. Jürgen von Lengerke (* 6. November 1931; † 1. April 1950)
   3. Bertha (Beitha) Auguste Ida Wilhelmine von Lengerke (* 5. Juli 1935)
   4. Hermann Friedrich August von Lengerke (* 23. November 1936; † 23. Februar 1937)
   5. → Karl (Bollo) Lothar Hodo von Lengerke (* 25. November 1937)
3. Karl Lothar Hodo von Lengerke (* 1937), Oberleutnant d. R., Landwirt, Steuerbevollmächtigter
⚭ 29. Juli 1967, in Straubing: Angela Gräfin von Ballestrem (* 1944); Kinder:
   1. Georg Max-Hermann Wolfgang von Lengerke (* 13. Mai 1968)
   2. Alexander Franz Wilderich von Lengerke (* 24. April 1970)
   3. → Peter Michael von Lengerke (* 29. April 1971)
   4. Elisabeth Dorothea Victoria Maja von Lengerke (* 20. Mai 1976)
4. Peter Michael von Lengerke (* 1971), gelernter Tischler[17]
⚭ 2. Mai 1998 Sophia María Hildegard von Stockhausen (* 20. Mai 1974)[18]; Kinder:
   1. Karl-Immanuel von Lengerke (* 28. Februar 2002)
   2. Jakobus von Lengerke (* 12. September 2003)
   3. Emilia von Lengerke (* 10 Dezember 2005)
   4. Gabriel von Lengerke (* 24. April 2007)
   5. Felicitas von Lengerke (* 17. Juli 2009)